# العلاقات المارشالية السريلانكية
العلاقات المارشالية السريلانكية هي العلاقات الثنائية التي تجمع بين جزر مارشال وسريلانكا.

## مقارنة بين البلدين
هذه مقارنة عامة ومرجعية للدولتين:
| وجه المقارنة                                              | جزر مارشال                     | سريلانكا                         |
| --------------------------------------------------------- | ------------------------------ | -------------------------------- |
| المساحة (كم2)                                             | 181                            | 65.61 ألف                        |
| عدد السكان (نسمة)                                         | 53.13 ألف                      | 21.44 مليون                      |
| الكثافة السكانية (ن./كم²)                                 | 29.35 ألف                      | 326.78                           |
| العاصمة                                                   | ماجورو                         | سري جاياواردنابورا كوتي، كولمبو  |
| اللغة الرسمية                                             | لغة إنجليزية، اللغة المارشالية | اللغة السنهالية، اللغة التاميلية |
| العملة                                                    | دولار أمريكي                   | روبية سريلانكي                   |
| الناتج المحلي الإجمالي (بليون دولار)                      | 199.40 مليون                   | 87.17 مليار                      |
| الناتج المحلي الإجمالي (تعادل القوة الشرائية) بليون دولار | 207.25 مليون                   | 246.62 مليار                     |
| الناتج المحلي الإجمالي الاسمي للفرد دولار أمريكي          | 3.38 ألف                       | 3.93 ألف                         |
| الناتج المحلي الإجمالي للفرد دولار أمريكي                 | 3.80 ألف                       | 11.11 ألف                        |
| مؤشر التنمية البشرية                                      |                                | 0.757                            |
| رمز المكالمات الدولي                                      | +692                           | +94                              |
| رمز الإنترنت                                              | .mh                            | .lk،                             |
| المنطقة الزمنية                                           | ت ع م+12:00                    | ت ع م+05:30                      |

## منظمات دولية مشتركة
يشترك البلدان في عضوية مجموعة من المنظمات الدولية، منها:
| علم المنظمة | اسم المنظمة                   | تاريخ انضمام جزر مارشال | تاريخ انضمام سريلانكا |
| ----------- | ----------------------------- | ----------------------- | --------------------- |
|             | البنك الدولي للإنشاء والتعمير | 21 مايو 1992            | 29 أغسطس 1950         |
|             | بنك التنمية الآسيوي           | 1990                    | 1966                  |
|             | يونسكو                        | 30 يونيو 1995           | 14 نوفمبر 1949        |
|             | الاتحاد الدولي للاتصالات      | 22 فبراير 1996          | 1897                  |
|             | مؤسسة التمويل الدولية         | 23 سبتمبر 1992          | 20 يوليو 1956         |
|             | منظمة الشرطة الجنائية الدولية | ?                       | ?                     |
|             | الأمم المتحدة                 | 17 سبتمبر 1991          | 14 ديسمبر 1955        |
|             | مؤسسة التنمية الدولية         | 19 يناير 1993           | 27 يونيو 1961         |
|             | منظمة حظر الأسلحة الكيميائية  | ?                       | ?                     |

## وصلات خارجية
- موقع وزارة الخارجية السريلانكية